# Liste der Stolpersteine in Prag-Vršovice

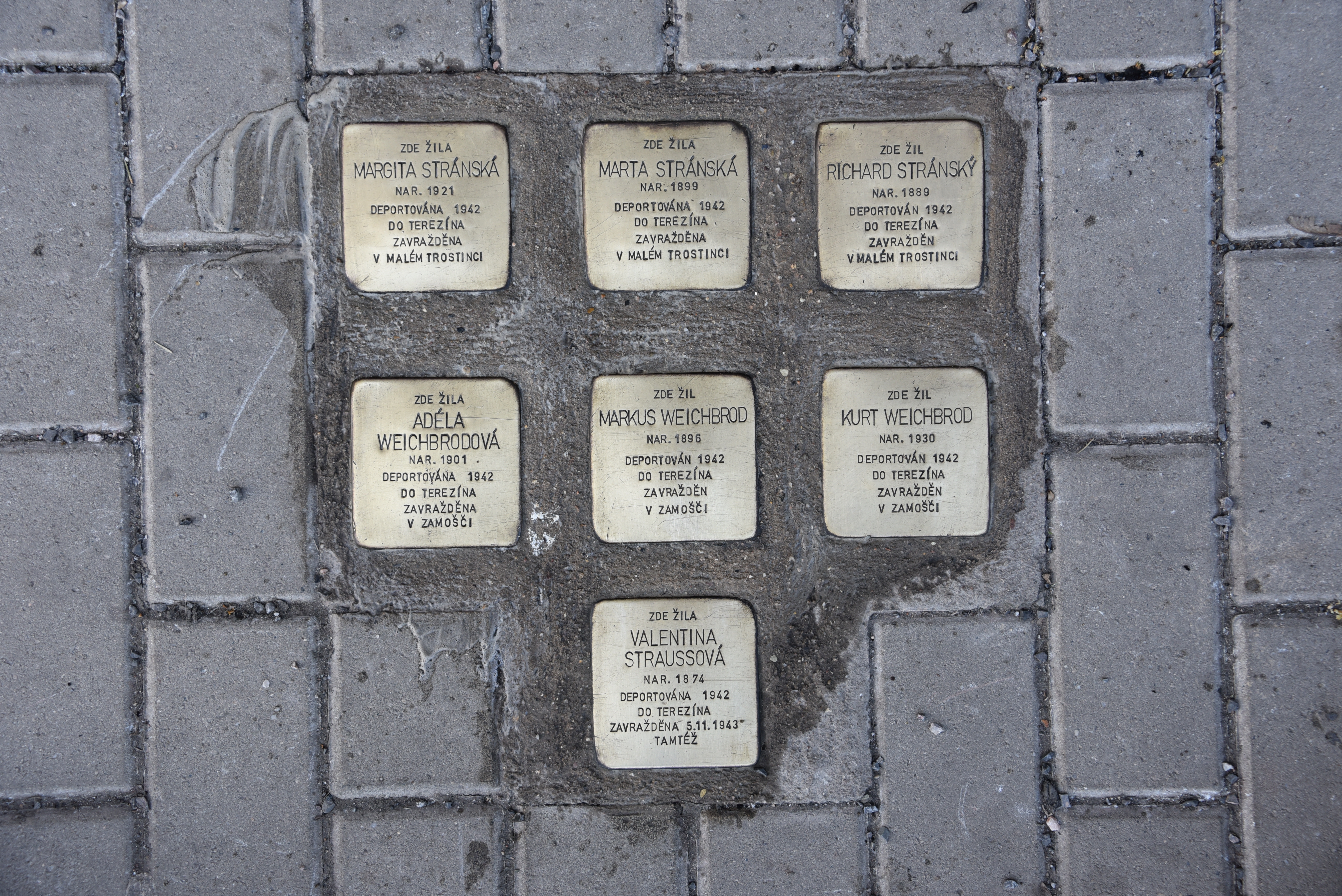
Stolpersteine für die Familien Stránska, Strauss und Weichbrod vor dem Haus in der Petrohradská 155/27, Vršovice

Die Liste der Stolpersteine in Prag-Vršovice enthält die Stolpersteine, die im Stadtviertel Vršovice (Praha 10) der tschechischen Hauptstadt Prag verlegt wurden. Stolpersteine erinnern an das Schicksal der Menschen, welche von den Nationalsozialisten in Tschechien ermordet, deportiert, vertrieben oder in den Suizid getrieben wurden. Die Stolpersteine wurden von Gunter Demnig konzipiert und verlegt.
Das tschechische Stolpersteinprojekt Stolpersteine.cz wurde 2008 durch die Česká unie židovské mládeže (Tschechische Union jüdischer Jugend) ins Leben gerufen und stand unter der Schirmherrschaft des Prager Bürgermeisters. Die Stolpersteine liegen vor dem letzten selbstgewählten Wohnort des Opfers. Die Stolpersteine werden auf Tschechisch stolpersteine genannt, alternativ auch kameny zmizelých (Steine der Verschwundenen).

## Verlegte Stolpersteine
| Stolperstein | Übersetzung | Verlegeort            | Name, Leben |
| ------------ | --- | --------------------- | --- |
|              | HIER LEBTE OLGA FRIEDOVÁ GEB. GLÜKLICHOVÀ GEB. 1878 DEPORTIERT 1942 NACH THERESIENSTADT NACH BARANAWITSCHY ERMORDET | Kozácká 301/15        | Olga Friedová, geborene Glüklichová (1878–1942/45) |
|              | HIER LEBTE EVA GLAUBER GEB. 1922 DEPORTIERT 1942 NACH THERESIENSTADT 1943 NACH AUSCHWITZ ERMORDET                   | Kozácká 281/5         | Eva Glauber (1922–1943/45) |
|              | HIER LEBTE FRITZ GLAUBER GEB. 1894 DEPORTIERT 1942 NACH THERESIENSTADT 1942 NACH RIGA ERMORDET                      | Kozácká 281/5         | Fritz Glauber (1894–1942/45) |
|              | HIER LEBTE SUSANNE GLAUBER GEB. ABELES GEB. 1897 DEPORTIERT 1942 NACH THERESIENSTADT 1942 NACH RIGA ERMORDET        | Kozácká 281/5         | Susanne Glauber, geborene Abeles (1897–1942/45) |
|              | HIER LEBTE VĚRA GLAUBER GEB. 1926 DEPORTIERT 1942 NACH THERESIENSTADT 1942 NACH RIGA ERMORDET                       | Kozácká 281/5         | Věra Glauber (1926–1942/45) |
|              | HIER WOHNTE MARGITA STRÁNSKÁ JG. 1921 DEPORTIERT 1942 NACH THERESIENSTADT ERMORDET IN MALY TROSTINEZ                | Petrohradská 155/27 · | Margita Stránská wurde am 2. April 1921 in Rumburg geboren. Sie wurde auch Margareta genannt. Sie war die Tochter von Richard Stránský und Marta, geborene Strauss. Vor der Zerstörung der Tschechoslowakei durch die Nazis lebte sie in Rumburg, später in Mladá Vožice. Am 4. September 1942 wurde sie mit dem Transport Bd (ihre Nummer auf dem Transport war die 894) zusammen mit ihrem Vater und ihrer Mutter von Prag ins Ghetto Theresienstadt deportiert. Am 8. September 1942 wurde sie mit dem Transport Bk, Zug Da 226 (ihre Nummer auf dem Transport war die 857) ins Vernichtungslager Maly Trostinez deportiert, wiederum zusammen mit ihren Eltern. Margita Stránská und ihre Eltern wurden während der Shoah ermordet. Ihre Großmutter Valentina Straussová wurde im November 1943 in Theresienstadt ermordet. Es gibt zwei Meldungen zu Margita Stránská in Yad Vashem. Eine basiert auf dem Theresienstädter Gedenkbuch, die andere stammt von ihrer Tante Herta Fridman. |
|              | HIER WOHNTE MARTA STRÁNSKÁ JG. 1899 DEPORTIERT 1942 NACH THERESIENSTADT ERMORDET IN MALY TROSTINEZ                  | Petrohradská 155/27 · | Marta Stránská geb. Strauss wurde am 20. März 1899 in Chřibská geboren. Sie war die Tochter von Gottlieb Strauss und Valentina, geborene Weisskopf. Sie war Hausfrau und verheiratet mit Richard Stránský. Das Paar hatte eine Tochter, Margita. Vor der Zerstörung der Tschechoslowakei durch die Nazis lebte sie in Mladá Vožice. Am 4. September 1942 wurde sie mit dem Transport Bd (ihre Nummer auf dem Transport war die 895) zusammen mit ihrem Mann und ihrer Tochter von Prag ins Ghetto Theresienstadt deportiert. Am 8. September 1942 wurde sie mit dem Transport Bk, Zug Da 226 (ihre Nummer auf dem Transport war die 858) ins Vernichtungslager Maly Trostinez deportiert, wieder zusammen mit Tochter und Mann. Marta Stránská und ihre Familie wurden hier ermordet. Ihre Mutter wurden im November 1943 in Theresienstadt ermordet. Es gibt zwei Meldungen zu Marta Stránská in Yad Vashem. Eine basiert auf dem Theresienstädter Gedenkbuch, die andere stammt von Yohan Hanus Grab, einem Familienmitglied. Er hatte als Kind in Plzeň die Okkupation der Nazis und den Holocaust überlebt.                   |
|              | HIER WOHNTE RICHARD STRÁNSKÝ JG. 1889 DEPORTIERT 1942 NACH THERESIENSTADT ERMORDET IN MALY TROSTINEZ                | Petrohradská 155/27 · | Richard Stránský wurde am 5. Februar 1889 in Mladá Vožice geboren. Sein Vorname wird auch manchmal Rickard geschrieben. Er wurde Händler und heiratete Marta, geborene Straussová. Das Paar hatte eine Tochter, Margita. Am 4. September 1942 wurde er mit dem Transport Bd (seine Nummer auf dem Transport war die 896) zusammen mit seiner Frau und seiner Tochter von Prag ins Ghetto Theresienstadt deportiert. Am 8. September 1942 wurde er mit dem Transport Bk, Zug Da 226 (seine Nummer auf dem Transport war die 859) ins Vernichtungslager Maly Trostinez deportiert, wieder zusammen mit Tochter und Ehefrau. Richard Stránský und seine Familie wurden hier ermordet. Es gibt drei Meldungen zu Richard Stránský in Yad Vashem. Eine basiert auf dem Theresienstädter Gedenkbuch, eine weitere stammt von Yohan Hanus Grab, einem Familienangehörigen, der als Kind in Plzeň die Okkupation der Nazis und den Holocaust überlebt hatte. Die dritte stammt von Herta Fridman, einer überlebenden Schwägerin. |
|              | HIER WOHNTE VALENTINA STRAUSSOVÁ JG. 1874 DEPORTIERT 1942 NACH THERESIENSTADT ERMORDET 5.11.1943 EBENDORT           | Petrohradská 155/27 · | Valentina Straussová geb. Weisskopf, wurde am 17. Oktober 1874 in Smržovka geboren. Sie war die Tochter von Yitzkhak Weisskopf und Matilda. Sie war Hausfrau und verheiratet mit Gottlieb Strauss. Das Paar hatte mindestens drei Töchter, Herta, Adéla und Marta. Am 16. November 1942 wurde sie mit dem Transport Cb (ihre Nummer auf dem Transport war die 549) von Tábor ins Ghetto Theresienstadt deportiert. Hier kam sie am 5. November 1943 ums Leben. Auch ihre Töchter Adéla und Marta, sowie deren Ehemänner und die zwei Enkelkinder Margita und Kurt wurden vom Nazi-Regime ermordet. Es gibt zwei Meldungen zu Valentina Straussová bei Yad Vashem. eine basiert auf dem Theresienstädter Gedenkbuch, die andere stammt von ihrer Tochter Herta Fridman. Insgesamt meldete Herta Fridman 39 Familienmitglieder an Yad Vashem. |
|              | HIER WOHNTE RUDOLF VOGL JG. 1907 DEPORTIERT 1942 NACH THERESIENSTADT ERMORDET                                       | Slovinská 1041/6 ·    | Rudolf Vogl wurde am 1. Oktober 1907 in Radějovice u Netonic geboren. Seine Eltern waren Emanuel Vogl und Regina Voglová, geborene Fuchsová. Er hatte zumindest zwei Schwestern, Anna und Kamila. Die Familie zog vor 1910 nach Prag, seine jüngste Schwester, Kamila, wurde in Prag geboren. Er war Privatangestellter bzw. Arbeiter. 1939 wurde ihm eine Ausreise nach Kuba genehmigt, diese fand aber nicht statt. Im November 1940 beantragt er eine Ausreise nach Shanghai, die ihm schließlich im November 1941 genehmigt wird, doch auch zu dieser Ausreise kommt es nicht mehr. Am 30. Januar 1942 wird er mit dem Transport V (seine Nummer auf diesem Transport war die 1.000) von Prag ins Ghetto Theresienstadt deportiert. Mit ihm wurde seine Schwester Kamila deportiert. Von hier wurde er am 13. Juni 1942 mit dem Transport AAi (seine Nummer auf diesem Transport war die 168) ins Vernichtungslager Sobibor deportiert, wiederum zusammen mit seiner Schwester Kamila, und hier wurde Rudolf Vogl ermordet. Beide Schwestern wurden während der Shoah ermordet. Rudolfs Eltern waren 1940 bereits verstorben. |
|              | HIER WOHNTE ANNA VOGLOVÁ JG. 1899 DEPORTIERT 1942 NACH UJAZDOW ERMORDET                                             | Slovinská 760/17 ·    | Anna Voglová wurde am 1. Mai 1899 Radějovice u Netonic geboren. Ihre Eltern waren Emanuel Vogl und Regina Voglová, geborene Fuchsová. Sie hatte zumindest zwei Geschwister, Bruder Rudolf und Schwester Kamila. Vor 1910 zog die Familie nach Prag, ihre jüngste Schwester, Kamila, wurde in Prag geboren. Am 10. Juni 1942 wurde sie mit dem Transport AAh (ihre Nummer auf diesem Transport war die 324) von Prag nach Ujazdow Woiwodschaft Lublin deportiert. Anna Voglová hat die Shoah nicht überlebt. Ihre Eltern waren laut einem ausgestellten Dokument für Rudolf Vogl bereits 1940 nicht mehr am Leben, ihre zwei Geschwister wurden ein halbes Jahr vor ihr deportiert und haben die Shoah ebenfalls nicht überlebt. |
|              | HIER WOHNTE KAMILA VOGLOVÁ JG. 1910 DEPORTIERT 1942 NACH THERESIENSTADT ERMORDET                                    | Slovinská 1041/6 ·    | Kamila Voglová wurde am 3. Februar 1910 in Prag geboren. Ihre Eltern waren Emanuel Vogl und Regina Voglová, geborene Fuchsová. Sie hatte zumindest zwei Geschwister, Bruder Rudolf und Schwester Anna. Die Familie muss zwischen 1907 und 1910 nach Prag gezogen sein, da ihr Bruder noch in Radějovice u Netonic geboren wurde. Kamila war Damenschneiderin. Am 30. Januar 1942 wird sie mit dem Transport V (ihre Nummer auf diesem Transport war die 144) von Prag ins Ghetto Theresienstadt deportiert. Mit ihr wurde ihr Bruder Rudolf deportiert. Von hier wird sie am 13. Juni 1942 mit dem Transport AAi (ihre Nummer auf diesem Transport war die 507) ins Vernichtungslager Sobibor deportiert, wieder zusammen mit ihrem Bruder, und hier wurde Kamila Voglová ermordet. Ihre Eltern waren laut einem ausgestellten Dokument für Rudolf bereits 1940 nicht mehr am Leben. Ihre Schwester Anna wurde ein halbes Jahr nach ihr deportiert und hat die Shoah ebenfalls nicht überlebt. Bruder Rudolf wurde auch in Sobibor ermordet.                                                                                      |
|              | HIER WOHNTE KURT WEICHBROD JG. 1930 DEPORTIERT 1942 NACH THERESIENSTADT ERMORDET IN ZAMOŠČ                          | Petrohradská 155/27 · | Kurt Weichbrod wurde am 12. August 1930 geboren. Seine Großmutter war Valentina Straussová, seine Eltern Markus Weichbrod und Adela Weichbrodová. Am 24. April 1942 wurde er zusammen mit seinen Eltern mit dem Transport Am (seine Nummer auf dem Transport war die 123) von Prag ins Ghetto Theresienstadt deportiert, am 28. April 1942 wurde er, wiederum mit seinen Eltern, von hier mit dem Transport Ar (seine Nummer auf dem Transport war die 744) nach Zamość deportiert. Kurt Weichbrod und seine Eltern haben die Shoah nicht überlebt. |
|              | HIER WOHNTE MARKUS WEICHBROD JG. 1896 DEPORTIERT 1942 NACH THERESIENSTADT ERMORDET IN ZAMOŠČ                        | Petrohradská 155/27 · | Markus Mechel Weichbrod wurde am 24. Dezember 1896 geboren. Er war verheiratet mit Adela, geborene Straussová. Das Paar hatte einen Sohn – Kurt, geboren 1930. Am 24. April 1942 wurde er zusammen mit seiner Frau und seinem Sohn mit dem Transport Am (seine Nummer auf dem Transport war die 121) von Prag ins Ghetto Theresienstadt deportiert, am 28. April 1942 wurde er, wiederum mit Frau und Sohn, mit dem Transport Ar (seine Nummer auf dem Transport war die 742) nach von hier nach Zamošč deportiert. Hier wurden Markus Mechel Weichbrod und seine Familie ermordet. |
|              | HIER WOHNTE ADÉLA WEICHBRODOVÁ JG. 1901 DEPORTIERT 1942 NACH THERESIENSTADT ERMORDET IN ZAMOŠČ                      | Petrohradská 155/27 · | Adéla Weichbrodová geborene Straussová, wurde am 21. Juni 1901 in Chřibská geboren. Ihre Eltern waren Gottlieb Strauss und Valentina Straussová. Sie war Hausfrau und verheiratet mit Markus Mechel Weichbrod. Das Paar hatte einen Sohn, Kurt (geboren 1930). Am 24. April 1942 wurde sie zusammen mit ihrem Mann und ihrem Sohn mit dem Transport Am (ihre Nummer auf dem Transport war die 122) von Prag ins KZ Theresienstadt deportiert, am 28. April 1942 wurde sie, wiederum mit Mann und Sohn, mit dem Transport Ar (ihre Nummer auf dem Transport war die 743) nach von hier nach Zamošč deportiert. Hier wurden Adéla Weichbrodová und ihre Familie ermordet. |

## Verlegedaten
Laut der Webseite von Gunter Demnig wurden die Prager Stolpersteine am 8. Oktober 2008, 7. November 2009, 12. Juni 2010, von 13. Juli bis 15. Juli 20112 und am 17. Juli 2013 vom Künstler selber verlegt. Eine weitere Verlegung fand am 28. Oktober 2012 statt, diese steht nicht auf Demnig's Seite.